# Avenue des Jardins (Schaerbeek)
Pour les articles homonymes, voir Rue des Jardins.
L'avenue des Jardins (en néerlandais : Bloemtuinenlaan) est une avenue bruxelloise de la commune de Schaerbeek parallèle au boulevard Léopold III qui commence au boulevard Général Wahis, passe par l'avenue de la Jeunesse, le clos des Fleurs, le clos des Mouettes et l'avenue des Clos et se termine en cul-de-sac.
La numérotation des habitations va de 1 à 39 pour le côté impair et de 20 à 66 pour le côté pair.
L'avenue des Jardins est une zone 30. Elle fait partie du quartier des Jardins créé en 1958.

## Adresses notables
- nos 23 à 39 : Centre Commercial des Jardins
- no 50B : Royal Kituro Rugby Club

## Galerie de photos

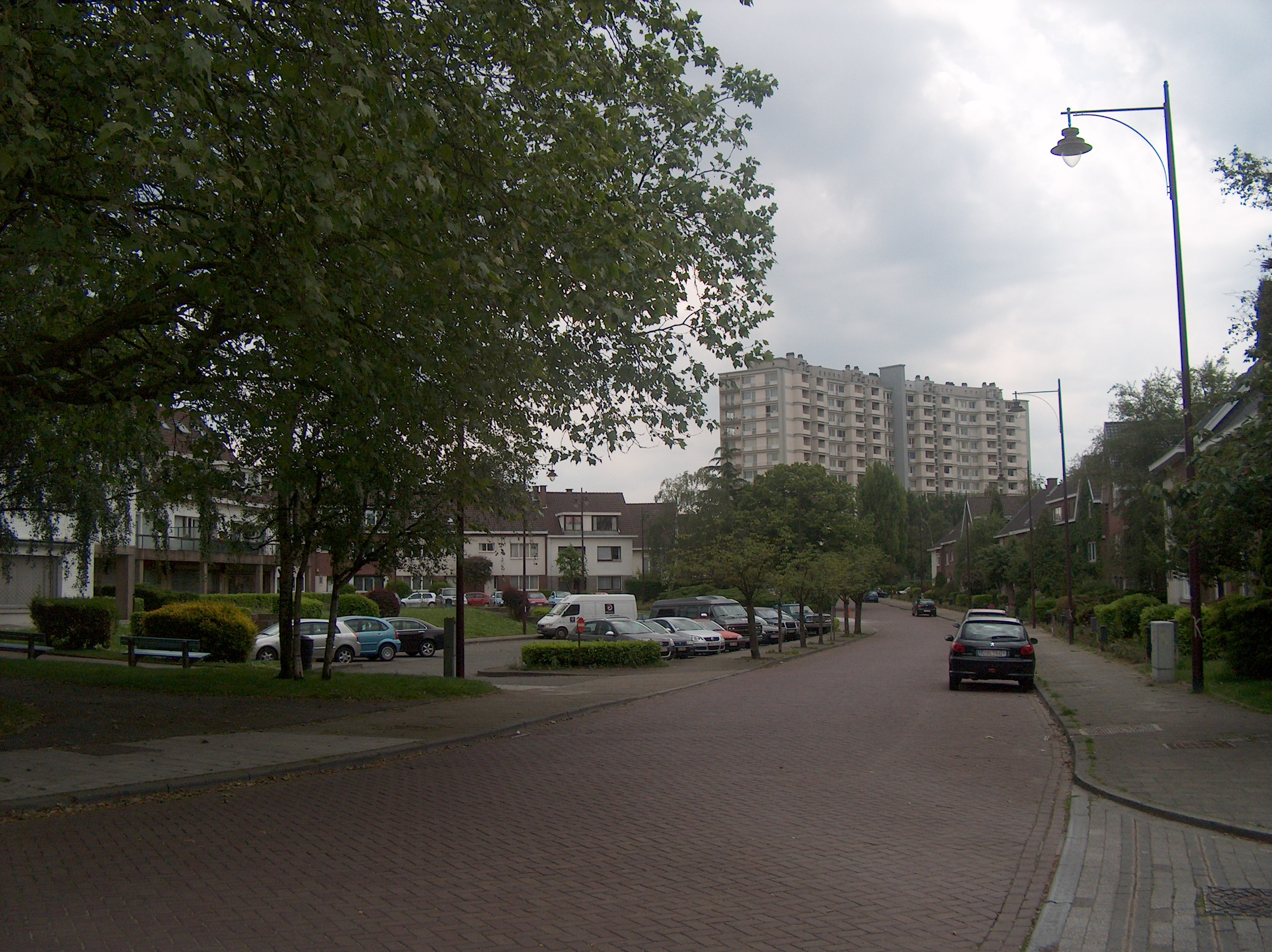
Vers le boulevard Général Wahis.
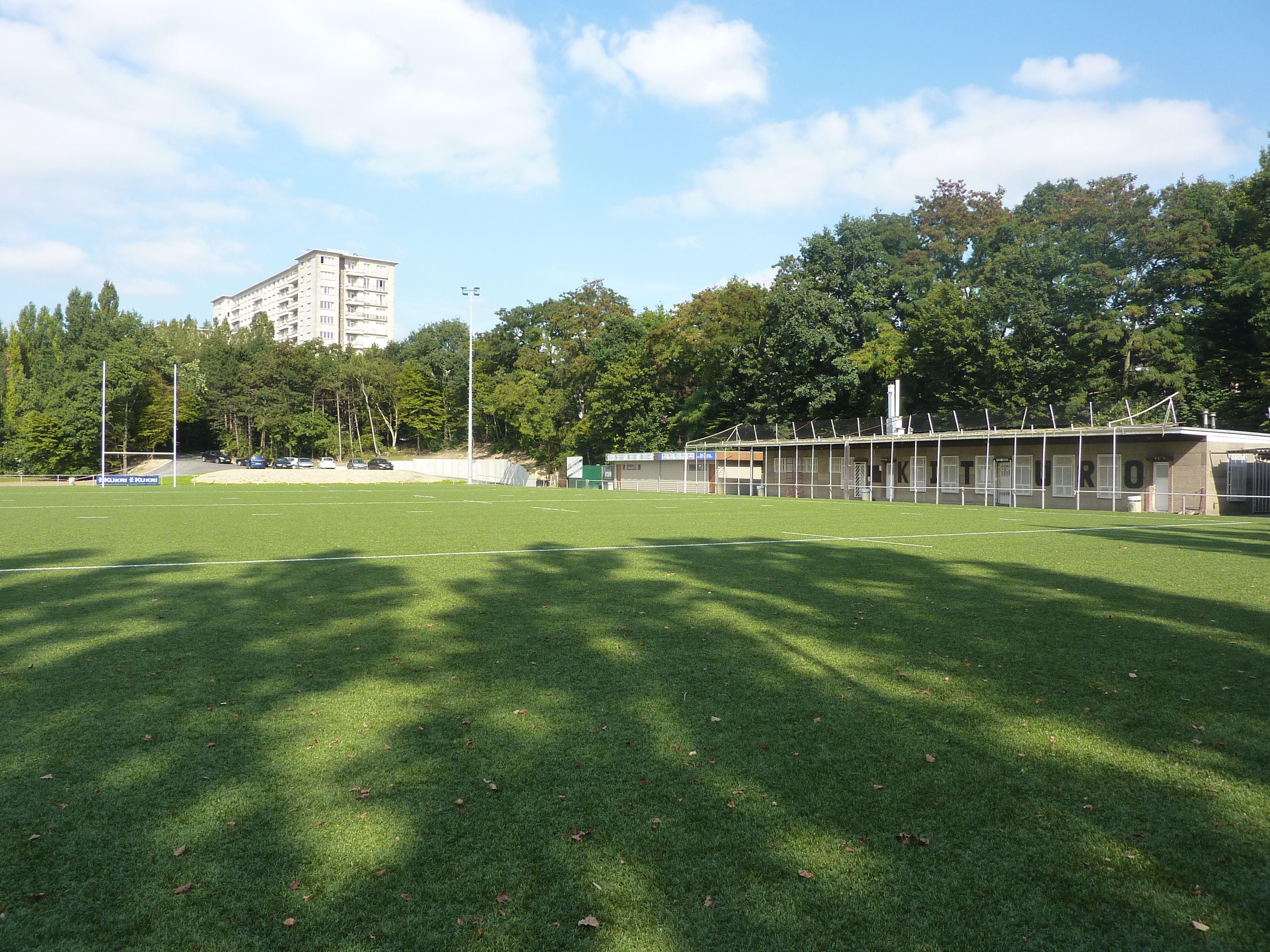
Terrain du Royal Kituro Rugby Club.
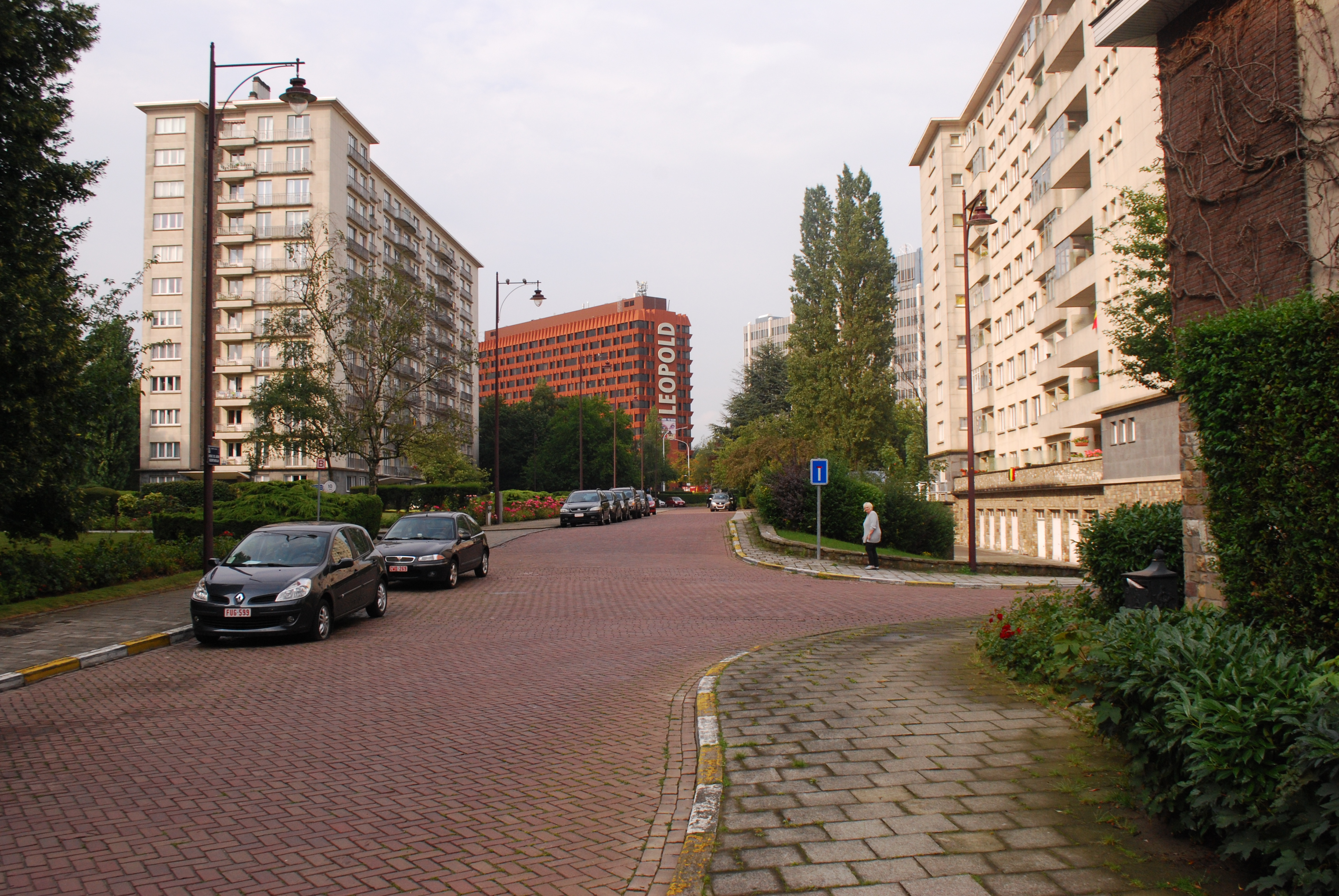
Vers le boulevard Léopold III.